# سيجارة المنثول
سيجارة المنثول هي سيجارة مملوءة بمركب المنثول الذي يضفي نكهة "النعناع" على الدخان. كما يقلل المنثول من الإحساس المهيج الناتج عن النيكوتين عن طريق تعطيل قدرة المستقبلات على الحساسية ، مما يجعل التدخين أقل مراراً مقارنة بالسجائر العادية. وقد أشارت بعض الدراسات إلى أنها أكثر إدماناً. من الصعب الإقلاع عن سجائر المنثول كما أنها ضارة مثل السجائر العادية.
تم حظر سجائر المنثول في العديد من البلدان، بما في ذلك كندا وإثيوبيا والاتحاد الأوروبي ومولدوفا وتركيا والمملكة المتحدة وبعض مناطق الولايات المتحدة ، بما في ذلك كاليفورنيا ومقاطعة كولومبيا وماساتشوستس .

## الأصول والتاريخ

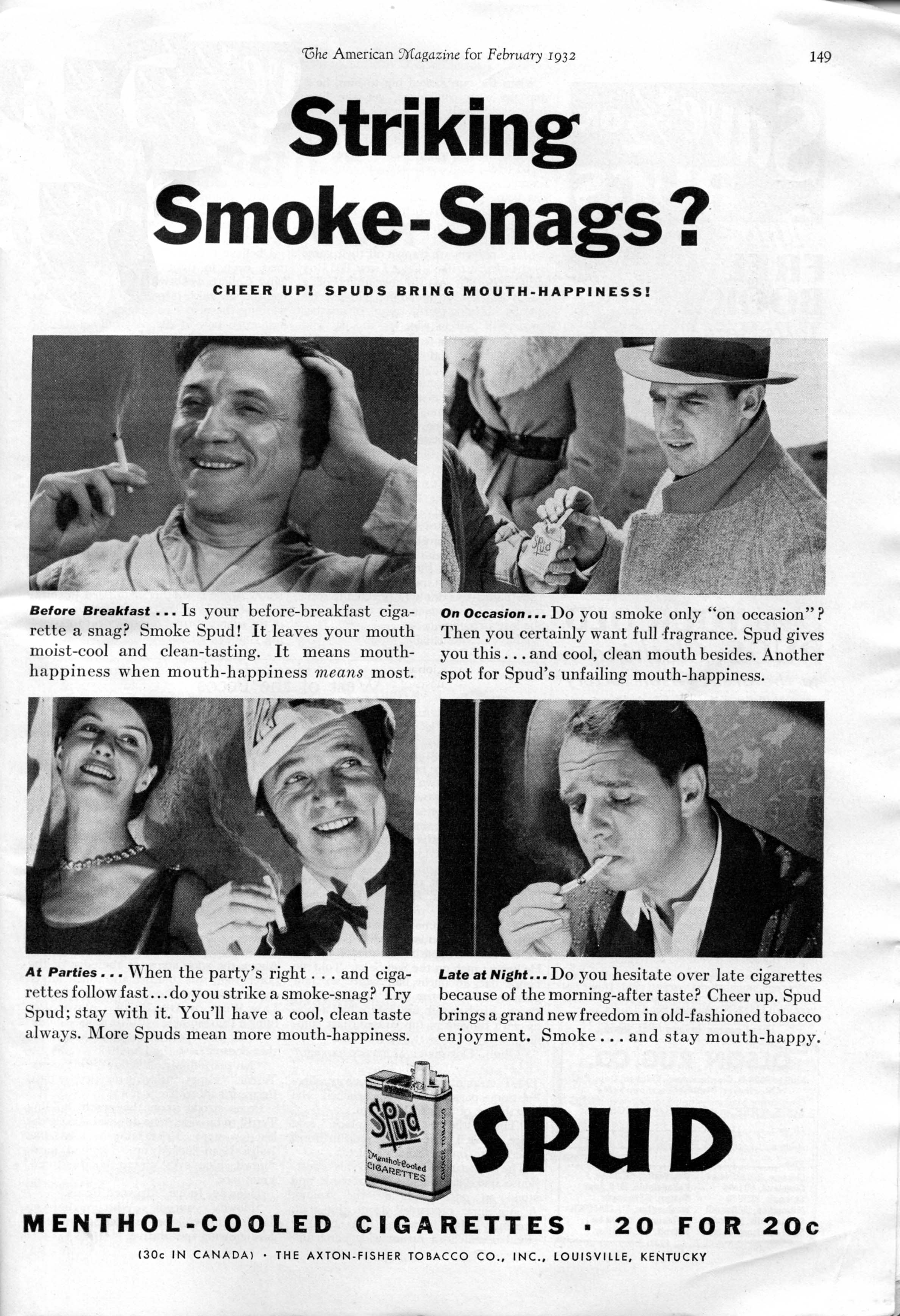
إعلان عن السجائر في المجلة الأمريكية (فبراير 1932)

تم تطوير سجائر المنثول لأول مرة بواسطة لويد "سبود" هيوز من مينجو جانكشن بولاية أوهايو في عام 1924،  على الرغم من أن الفكرة لم تصبح شائعة حتى حصلت شركة أكستون-فيشر للتبغ على براءة الاختراع في عام 1927، وقامت بتسويقها في جميع أنحاء البلاد تحت اسم "سبود". السجائر المبردة بالمنثول". أصبحت سجائر المنتول ذات العلامة التجارية سبود خامس أكثر العلامات التجارية شعبية في الولايات المتحدة بحلول عام 1932،  وبقيت سيجارة المنثول الوحيدة في السوق حتى أنشأت شركة براون و ويليم للتبغ العلامة التجارية كوول في عام 1933.
لأكثر من عقدين من الزمن، كانت كوول هي العلامة التجارية الأشهر لسجائر المنثول في الولايات المتحدة، مع مشاركة في السوق لم تتجاوز 2٪ أبدًا. ركزت إعلاناتهم على "انتعاش الحنجرة" والخصائص "الطبية" للمنثول، حتى أن بعض الإعلانات اقترحت استخدامًا عرضيًا: "بين الآخرين، أنعش حلقك باستخدام كوول".
أطلقت شركة رينولدز للتبغ ر.ع أول سجائر ذات رأس مرشح المنثول في عام 1956 تحت العلامة التجارية سالم . أقل من المنثول بشكل كبير من كول، تم تصنيف سالم على أنه سيجارة متعددة الأغراض، واستحوذ على 0.8٪ من حصة السوق خلال عامهم الأول. بعد أن رأى منتجو التبغ الآخرون نجاح سالم، سرعان ما قدموا سجائرهم المفلترة بالمنثول: لوريارد مع نيوبورت في عام 1957 وسبرينغ في عام 1959؛ فيليب موريس مع جبال الألب في عام 1959؛ وبراون وويليامسون مع بيلير في عام 1960 

## تصميم وتصنيع

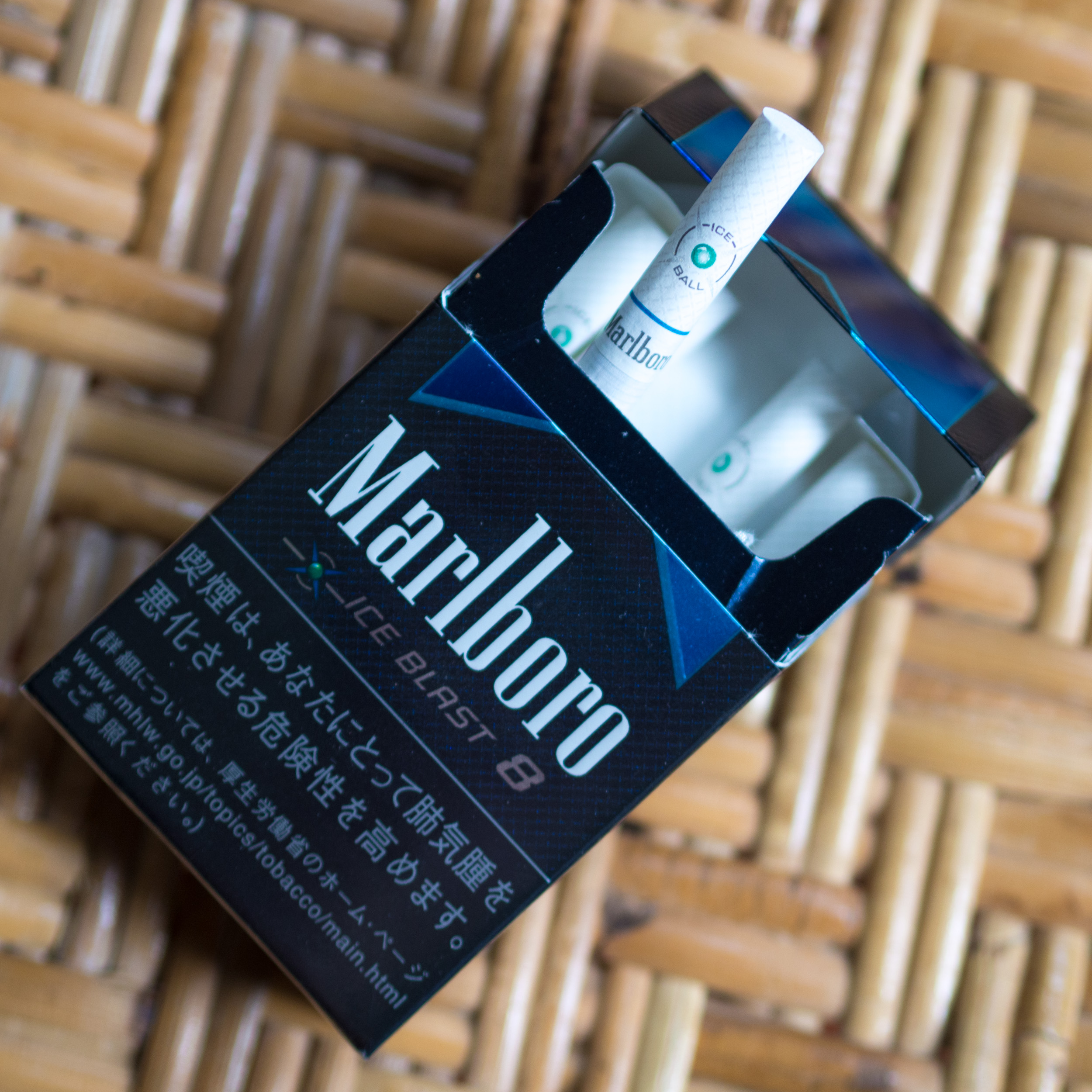
مارلبورو آيس بلاست، بالإضافة إلى كونها سيجارة عادية تحتوي على المنثول، تحتوي أيضًا على كبسولة منثول داخل الفلتر يمكن للمدخن كسرها في اللحظة المطلوبة.

يتم تصنيع سجائر المنثول بشكل مشابه للسجائر غير المنثول ، مع إضافة المنثول في أي من المراحل المتعددة أثناء عملية التصنيع. يمكن استخلاص المنثول من زيت الذرة المقطّر والنعناع ، أو إنتاجه صناعيًا. في حين يمكن إضافة كميات قليلة من المنثول إلى السجائر غير المنكهة بالمنثول أو لأسباب أخرى، فإن سيجارة المنثول عادة ما تحتوي على ما لا يقل عن 0.3٪ وزنها من المنثول من حيث الوزن. قد تحتوي سجائر المنثول ذات نسبة القطران المنخفضةعلى مستويات من المنثول تصل إلى 2%، من أجل ضمان ثبات وصول المنثول على الرغم من تصميمات الترشيح والتهوية المستخدمة لتقليل القطران.
كان أحد الابتكارات الحديثة احتواءها على كبسولة صغيرة في الفلتر أو بالقرب منه والتي يمكن كسرها لإطلاق المنثول الإضافي أو محاليل ذات نكهة أخرى. أثناء تدخين السيجارة، يتم انخفاض كمية المنثول بشكل ملحوظ، ولكن هذه التقنية تسمح للمدخن بزيادة كمية المنثول عند نقطة محددة للحفاظ على "طعم" المنثول أو تعزيزه. يمكن أن تحتوي الكبسولات على أي نكهات، ولكنها تحتوي في المقام الأول على المنثول.
بالمقارنة مع خليط التبغ للسجائر التي لاتحتوي على المنثول، تميل سيجارة المنثول إلى أن تكون أكثر معالجة بالمداخن من تبغ بورلي ، وأقل من التبغ الشرقي .

## الاستخدام والشعبية
يختلف استخدام سجائر المنثول بشكل كبير حسب البلد. وهي الأكثر شعبية في الفلبين، حيث تمثل أكثر من 60% من إجمالي مبيعات السجائر.

### الولايات المتحدة

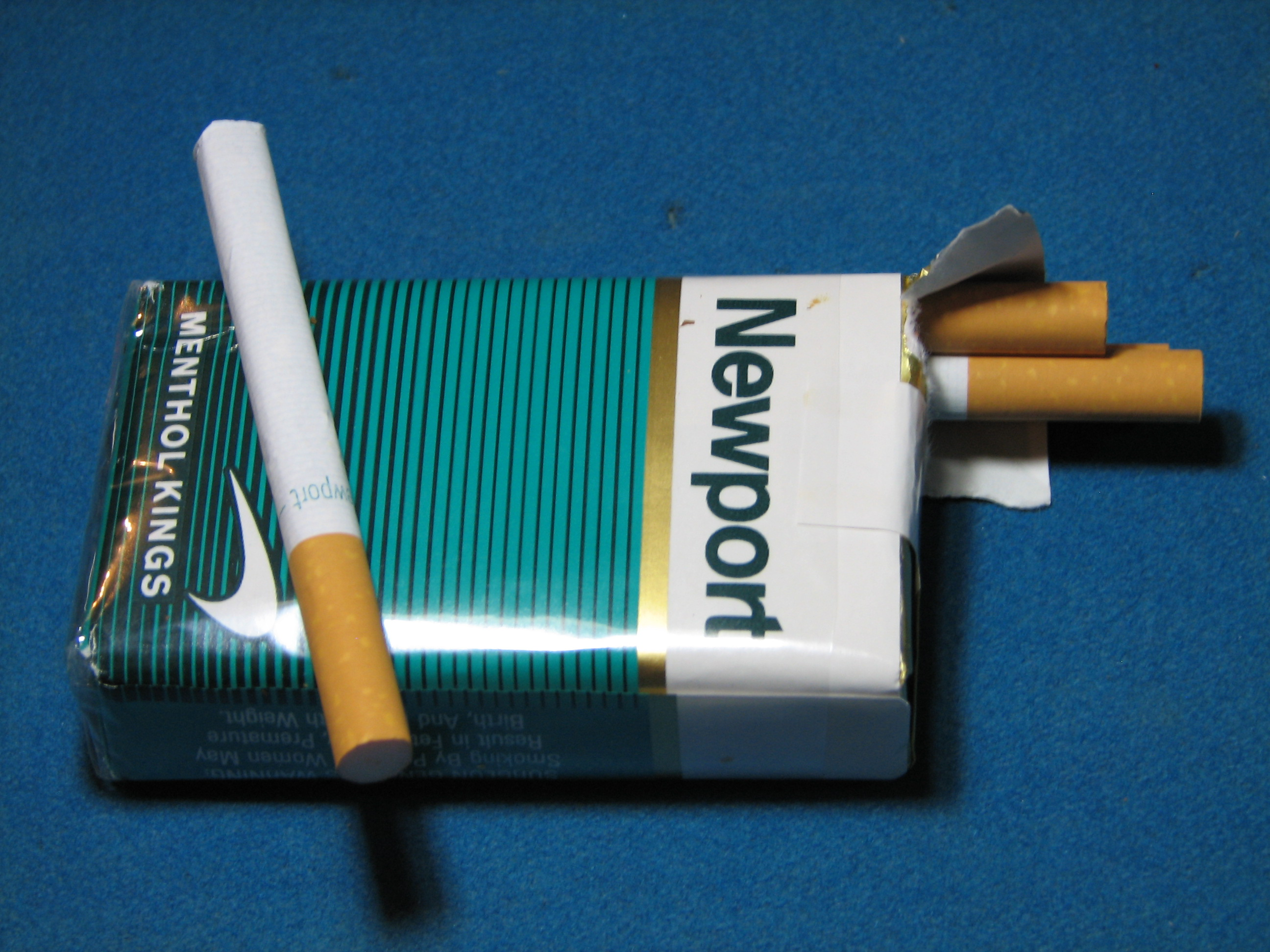
علبة ناعمة الملمس من سجائر نيوبورت مينثول

ناقش المؤرخ كيث ويلو أن صناعة السجائر استهدفت سوقًا جديدًا في الجماهير ذات البشرة السمراء بدءًا من الستينيات. وقد استفادت من العديد من الاتجاهات المتقاربة. الأول كان الاهتمام الوطني المتزايد بمخاطر سرطان الرئة. أخذت شركات السجائر زمام المبادرة في القتال. لقد طوروا علامات تجارية بنكهة المنثول مثل كوول، والتي بدت أكثر تهدئة للحلق، وأعلنوا أنها مفيدة لصحتك. الإتجاه الثاني كان الحظر الفيدرالي على إعلانات التبغ في الإذاعة والتلفزيون. لم يكن هناك حظر على الإعلان في وسائل الإعلام المطبوعة، لذلك استجابت الصناعة بإعلانات واسعة النطاق في الصحف والمجلات السوداء. قاموا بنصب اللوحات الإعلانية في أحياء الداخلية للمدينة. الإتجاه الثالث كان حركة الحقوق المدنية في الستينيات. استجابت شركات التبغ الكبرى بالاستثمار بكثافة في حركة الحقوق المدنية، وحازت على رضا العديد من أصحاب الرأي الوطنيين والمحليين. قامت العلامات التجارية للسجائر بنكهة المنثول برعاية الأحداث المحلية في مجتمع السود بشكل منهجي، ودعمت المنظمات السوداء الكبرى وخاصة NAACP (الرابطة الوطنية لتقدم الأشخاص الملونين). كما قاموا بدعم العديد من الكنائس والمدارس. وحققت المبادرة التسويقية نجاحاَ حيث ارتفع معدل التدخين في مجتمع السود، وخاصة بالنسبة للميثول، في حين انخفض بين البيض.
في الولايات المتحدة، يشكل المنثول حوالي 30% من إجمالي سوق السجائر. يتم شراء سجائر المنثول بشكل غير متناسق من قبل المدخنين الأمريكيين من أصل أفريقي، حيث يستهلك 80٪ من المدخنين الأمريكيين من أصل أفريقي سجائر المنثول في المقام الأول. في الواقع، يستهدف تسويق تبغ المنثول الأمريكيين من أصل أفريقي على وجه التحديد؛  إنه موضوع بحث وقد كان موضوعًا لدعاوى القضائية على أساس التمييز. ارتفعت نسبة المدخنين الذين يستخدمون المنثول من 31% في عام 2004 إلى 33.7% في عام 2010، وفقًا لدراسة أجريت عام 2010 من قبل إدارة خدمات تعاطي المخدرات والصحة العقلية . وتأتي معظم هذه النسبة المرتفعة من الشباب.
تغيرت استراتيجيات التسويق العنصري بين شركات التبغ الأمريكية خلال الخمسينيات من القرن الماضي. أدت حركة الحقوق المدنية إلى ظهور المنشورات الأمريكية الأفريقية، مثل الأبنوس . وقد ساعد هذا شركات التبغ على استهداف رسائل تسويقية منفصلة بناءاً على العرق. دعمت شركات التبغ منظمات الحقوق المدنية، وأعلنت عن دعمها لها بشدة . وكانت دوافع الصناعة، بحسب تصريحاتها العامة، هي دعم قضايا الحقوق المدنية؛ وفقًا لمراجعة مستقلة لوثائق صناعة التبغ الداخلية، كان الهدف منها "زيادة استعمال الأمريكيين من أصل أفريقي للتبغ، واستعمال الأمريكيين من أصل أفريقي كقوة في خطوط الدفاع الأمامية عن المواقف السياسة الصناعية، وكبح جهود مكافحة التبغ". كانت هناك مقاومة داخلية لرعاية التبغ، وبدأت بعض المنظمات في وقت لاحق في رفض تمويل النيكوتين كقضية سياسية.
أدت الإعلانات المتعلقة بالعرق إلى تفاقم الاختلافات العرقية الصغيرة (القليل بالمائة) في تفضيلات سجائر المنثول إلى اختلافات كبيرة (عشرات بالمائة). لقد تم اقتراح حظر سجائر المنتول، وهي أكثر إدمانًا ولكنها ليست أقل ضررًا،  ، وذلك جزئيًا على أساس أن التسويق الخاص بالعرق لمنتج أكثر إدمانًا يعد ظلمًا اجتماعيًا.
على الرغم من أنه كان غير قانوني في ذلك الوقت، إلا أن مسوقو التبغ قامو بتوزيع عينات مجانية من سجائر المنثول للأطفال في الأحياء السوداء في الولايات المتحدة  وتستمر ممارسات مماثلة في أفريقيا جنوب الصحراء الكبرى، حيث وجدت دراسة أجريت عام 2016 أن أكثر من 12٪ من سكان جنوب إفريقيا حصل الطلاب فيها على سجائر مجانية من قبل ممثلين لشركات التبغ.
بالإضافة إلى الاستخدام المرتفع للأمريكيين من أصل أفريقي، فإن استخدام سجائر المنثول يتم بشكل غير متناسق من قبل المراهقين والنساء والمثليات والمثليين وثنائيي التوجه الجنسي والمتحولين جنسيا ( LGBT ) الأمريكيين. الأمريكيون الذين يُعرفون بأنهم من مجتمع المثليين هم أكثر عرضة مرتين لتناول سجائر المنثول، وفقًا لأبحاث مركز السيطرة على الأمراض . عندما تتداخل هذه التركيبة السكانية، يكون استخدام المنثول مرتفعًا بشكل خاص: فمعظم المدخنات من مجتمع المثليين يستخدمن المنثول، كما يفعل 80٪ من المدخنين الشباب الأمريكيين من أصل أفريقي و 70٪ من المدخنين الشباب من مجتمع المثليين. استهدفت شركات التبغ ازدواجيي التوجه الجنسي والمتحولين (LGBT) بالإعلان عن سجائر المنثول، وعلى الأخص من خلال مشروع سكام .
ذكر تقرير لجنة التجارة الفيدرالية الصادر في 21 سبتمبر 2012 أن مبيعات سجائر المنثول ازدادت من 27% في عام 2008 إلى 22% في عام 2010.

## القانون
حظرت عدة دول سجائر المنثول، بما في ذلك البرازيل وكندا وإثيوبيا وتركيا ومولدوفا والاتحاد الأوروبي والمملكة المتحدة .

### كندا
فرضت كندا حظرًا على مستوى البلاد على سجائر المنثول والذي تم تنفيذه في 1 أكتوبر 2017. لكن العديد من المقاطعات كانت قد حظرت ذلك من قبل على مستوى المقاطعات، على سبيل المثال كيبيك وألبرتا ونوفا سكوتيا وأونتاريو ونيو برونزويك .

### البرازيل
في مارس 2012، أصبحت البرازيل أول دولة تحظر السجائر المنكهة، بما في ذلك سجائر المنثول،  لكنها لم تتمكن من تفعيلها بسبب تدخل صناعة التبغ مما أدى إلى معركة قضائية طويلة الأمد . وقد طعنت شركة فيليب موريس برازيل (PMB) في الحظر من خلال عضويتها في الاتحاد الوطني للصناعة، بحجة أن الحظر غير دستوري . وفقًا للتقرير السنوي لشركة فيليب موريس إنترناشيونال لعام 2018، "طلب اتحاد التبغ إيقاف تنفيذ حظر المكونات خلال انتظار الإستئناف". فازت الحكومة البرازيلية أخيرًا بقضية المحكمة في فبراير 2018.

### الاتحاد الأوروبي والمملكة المتحدة
في 21 يونيو 2013، وافق وزراء الصحة في الإتحاد الأوروبي على توجيه حظر لسجائر المنثول (من الناحية الفنية "السجائر ذات النكهتين"). ردًا على ذلك، ورد أن المستشار الألماني السابق هيلموت شميدت (1918-2015) قام بتخزين 200 كرتونة من ماركة سجائر المنثول المفضلة لديه في منزله.
في 20 مايو 2020، تم حظر سجائر المنثول في جميع دول الاتحاد الأوروبي . وعلى الرغم من خروجها من الاتحاد الأوروبي في يناير/كانون الثاني 2020، فرضت المملكة المتحدة الحظر أيضًا.

### الولايات المتحدة

#### الحظر المقترح في الولايات المتحدة
على الرغم من أن استخدام المنثول في المراهم وقطرات السعال يخضع للتنظيم من قبل إدارة الغذاء والدواء (FDA) في الولايات المتحدة الأمريكية، فقد تم إزالة تنظيم السجائر من نطاق اختصاصها في عام 2000 من قبل المحكمة العليا في حكم 5-4، إدارة الغذاء والدواء . الخامس. شركة براون آند ويليامسون للتبغ  إدارة الغذاء والدواء الأمريكية ، بموجب قانون منع التدخين ومكافحة التبغ في الأسرة لعام 2009، حظرت تمييز النكهات في السجائر؛ ومع ذلك، تم استثناء منتجات التبغ ذات المنثول. علاوة على ذلك، يمنح القانون إدارة الغذاء والدواء الأمريكية سلطة تنظيم منتجات التبغ وحظر النكهات الإضافية، على الرغم من أن القانون يتضمن استثناءً للمنثول.
في 18 مارس 2011، خلصت اللجنة الاستشارية العلمية لمنتجات التبغ (اللجنة الاستشارية الأمريكية لإدارة الغذاء والدواء) إلى أن إزالة سجائر المنثول من السوق من شأنه أن يفيد الصحة العامة في الولايات المتحدة، لكنها لم تصل إلى حد التوصية بأن تتخذ إدارة الغذاء والدواء أي إجراءات محددة، مثل تقييد أو حظر المادة المضافة. ردًا على ذلك، أصدرت صناعة التبغ تقريرًا إلى إدارة الغذاء والدواء الأمريكية في محاولة لتغيير تركيز الموضوع من خلال الإدعاء بأن سجائر المنثول ليست أكثر خطورة من السجائر العادية ولا ينبغيالإقرار بها بشكل مختلف.
وكان من المتوقع صدور تقرير مرحلي عن نتائج اللجنة من إدارة الغذاء والدواء في يوليو 2011.
واصلت مجموعة الأطباء الأمريكيين من أصل أفريقي مجلس قيادة مكافحة التبغ دعم الحظر.
في نوفمبر 2018، أعلنت إدارة الغذاء والدواء الأمريكية عن نيتها لحظر سجائر المنثول، ثم غيرت موقفها لاحقًا للدعوة إلى تقييد التبغ المنكّه والسجائر الإلكترونية في نطاق محدد بالعمر. ذكرت إدارة الغذاء والدواء الأمريكية أن هذا التغيير في الموقف يرجع إلى اعتقادهم بأنهم لا يملكون السلطة التنظيمية القانونية لإعلان الحظر من جانب واحد، مشيرة إلى مخاوف من أن أي حظر من هذا القبيل قد يؤدي إلى دعوى قضائية قد تخسرها إدارة الغذاء والدواء.
في يونيو 2020، رفعت منظمتان غير حكوميتين أمريكيتين (المجلس القيادي لمكافحة التبغ الأمريكي الأفريقي والعمل من أجل التدخين والصحة) دعوى قضائية ضد إدارة الغذاء والدواء لمحاولة إجبارها على فرض حظر على سجائر المنثول من أجل الحد من عدم المساواة الصحية، مشيرة إلى أن 85% من المدخنين الأمريكيين من أصل أفريقي يدخنون سجائر المنثول.
في أبريل 2021، أعلنت إدارة الغذاء والدواء الأمريكية أنها تخطط لحظر بيع وتصنيع واستيراد سجائر المنثول والسيجار المنكّه المنتج بكميات كبيرة، مشيرة إلى صفات المنثول شديدة الإدمان والفوارق العرقية بين أولئك الذين من المرجح أن يدخنوا سجائر المنثول. تم نشر اللوائح المقترحة لتعليق عامة الشعب في أبريل 2022.

#### معارضة الحظر المقترح
أعربت عدة مجموعات مناصرة للسود عن معارضتها للحظر المقترح على المنثول في السجائر. حثّ مؤتمر المساواة العرقية ، وغرفة التجارة السوداء الوطنية ، والمنظمة الوطنية للمديرين التنفيذيين لإنفاذ القانون الأسود ، والرابطة الوطنية للشرطة السوداء، إدارة الغذاء والدواء على رفض الحظر على السجائر التي تحتوي على المنثول بسبب القلق من أن حظر سجائر المنثول قد يؤدي إلى نشوء تجارة غير مشروعة. سوق المنتجات المحظورة في مجتمعات الأقليات.
المجموعات التي تمثل ضباط تنفيذ القانون تعارض الحظر أيضًا. شدّد تحالف إنفاذ القانون الأمريكي وتحالف القوات الوطنية إدارة الغذاء والدواء الأمريكية على النظر في تأثير فرض حظر على سجائر المنثول على تهريب التبغ.
كما شهد حظر المنثول المقترح معارضة من العمل المنظم. في ديسمبر 2010، احتجّ عمال المخابز والحلويات وعمال التبغ والإتحاد الدولي لمطاحن الحبوب خارج اجتماع بين مسؤولي إدارة الغذاء والدواء وممثلي الصناعة في رالي بولاية نورث كارولينا ، بحجة أنّ حظر المنثول سيكلّف العديد من العمال وظائفهم.
بالإضافة إلى ذلك، تقاوم الرابطة الوطنية للمتاجر الصغيرة الحظر على أساس أن سجائر المنثول تمثل 4٪ من مبيعاتها.
وخلص تقرير الأطباء الجرّاحين العام الأمريكي لعام 2020، بعنوان الإقلاع عن التدخين، إلى أنه لا توجد أدلّة كافية لتأييد حظر المنثول كوسيلة للحد من التدخين.

## تأثير الصحة
سجائر المنثول ليست صحية أكثر من السجائر الأخرى. إنّ خطر الإصابة بسرطان الرئة لا يختلف بالنسبة لسجائر المنثول مقارنة بالسجائر العادية. وقد أشارت بعض الدراسات إلى أنها أكثر إدمانَا.
ويُعتقد أيضًا أنّ الشباب الذين يتناولون سجائر المنتول هم أكثر عرضةَ بنسبة 80٪ لأن يصبحوا مدخنين مدى الحياة مقارنة بأولئك الذين يتناولون السجائر العادية.
المنثول يقلل من تهييج الشعور بالنيكوتين عن طريق إزالة الإحساس من المستقبلات، مما يجعل التدخين أقل مرارًا.
ثبت أن سجائر المنثول تمنع استقلاب النيكوتين ، مما يؤدي إلى زيادة التعرض للنيكوتين النظامي وزيادة إدمان النيكوتين.